# Charles Mordacq
Pour les articles homonymes, voir Mordacq et Rolla.
Charles Mordacq, dit Rolla, né le 10 mars 1861 à Embrun (Hautes-Alpes) et mort le 26 février 1934 au Château-d'Olonne, est un chansonnier, journaliste et militant nationaliste français.

## Biographie
Fils d'Henriette Murat (1834-) et de Charles-Jean-Baptiste Mordacq (1824-1900), alors lieutenant d'infanterie, Charles-Henri Mordacq est le frère aîné de Jean-Jules-Henri Mordacq, futur général de corps d'armée. Contrairement à ce dernier et à son père, Charles ne fera pas carrière dans l'armée d'active mais il deviendra réserviste en 1881, après son service militaire.
Bachelier ès sciences, Charles Mordacq entre en 1883 dans l'administration, comme commis-expéditionnaire de 5e classe à la préfecture de la Seine. L'année suivante, il épouse Jeanne-Baptistine-Marie Allandrieu (1861-19..).
Parallèlement à son emploi de fonctionnaire, il écrit des poésies et des chants patriotiques, utilisant à l'occasion le nom de plume de Rolla. En avril 1887, à l'époque de l'affaire Schnæbelé, il écrit les paroles de Prépare-toi, soldat de France, une chanson revanchiste de Frédéric Wachs dédiée au ministre de la Guerre, le général Boulanger. Il collabore également à la Revue des journaux, dont il rédige le courrier des théâtres.

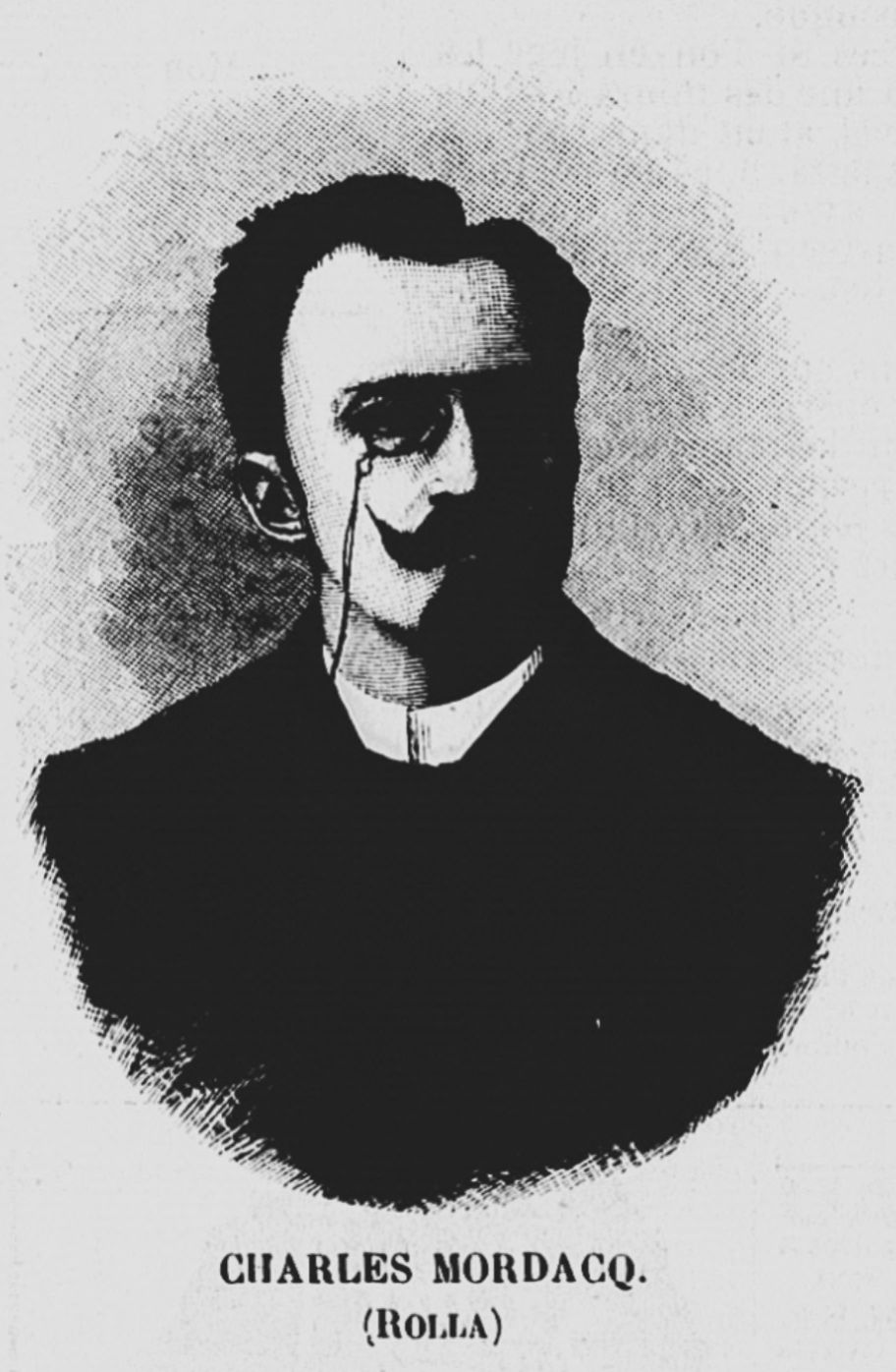
Charles Mordacq (Rolla) en 1888.

Sanctionné pour son adhésion au boulangisme, Mordacq est révoqué par le préfet Poubelle le 24 août 1889. Le 20 novembre suivant, il participe à la création du Syndicat des révoqués, dont il est le trésorier avant d'en être élu président le 1er février 1890. Candidat au siège de conseiller municipal du quartier du Val-de-Grâce à l'occasion des élections municipales d'avril-mai 1890, il ne parvient pas à s'imposer face à un autre boulangiste, l'avocat Lecouturier. Ayant ainsi échoué à obtenir l'investiture exclusive des boulangistes, Mordacq se présente quand même, avec l'aide financière du chef des antisémites parisiens, le marquis de Morès, dont il est devenu depuis peu le secrétaire particulier. Au premier tour, il devance Lecouturier (par 657 suffrages contre 491) mais n'arrive qu'en quatrième place derrière l'opportuniste Beaumont (790 voix), le républicain libéral Edmond Pigeonneau (997 voix) et le radical Pierre Lampué (1 372 voix). Entre les deux tours, Mordacq est perquisitionné et même brièvement arrêté en tant que secrétaire de Morès, ce dernier étant alors accusé d'avoir tenu des propos séditieux. Au second tour, il termine en troisième position, avec 981 suffrages.

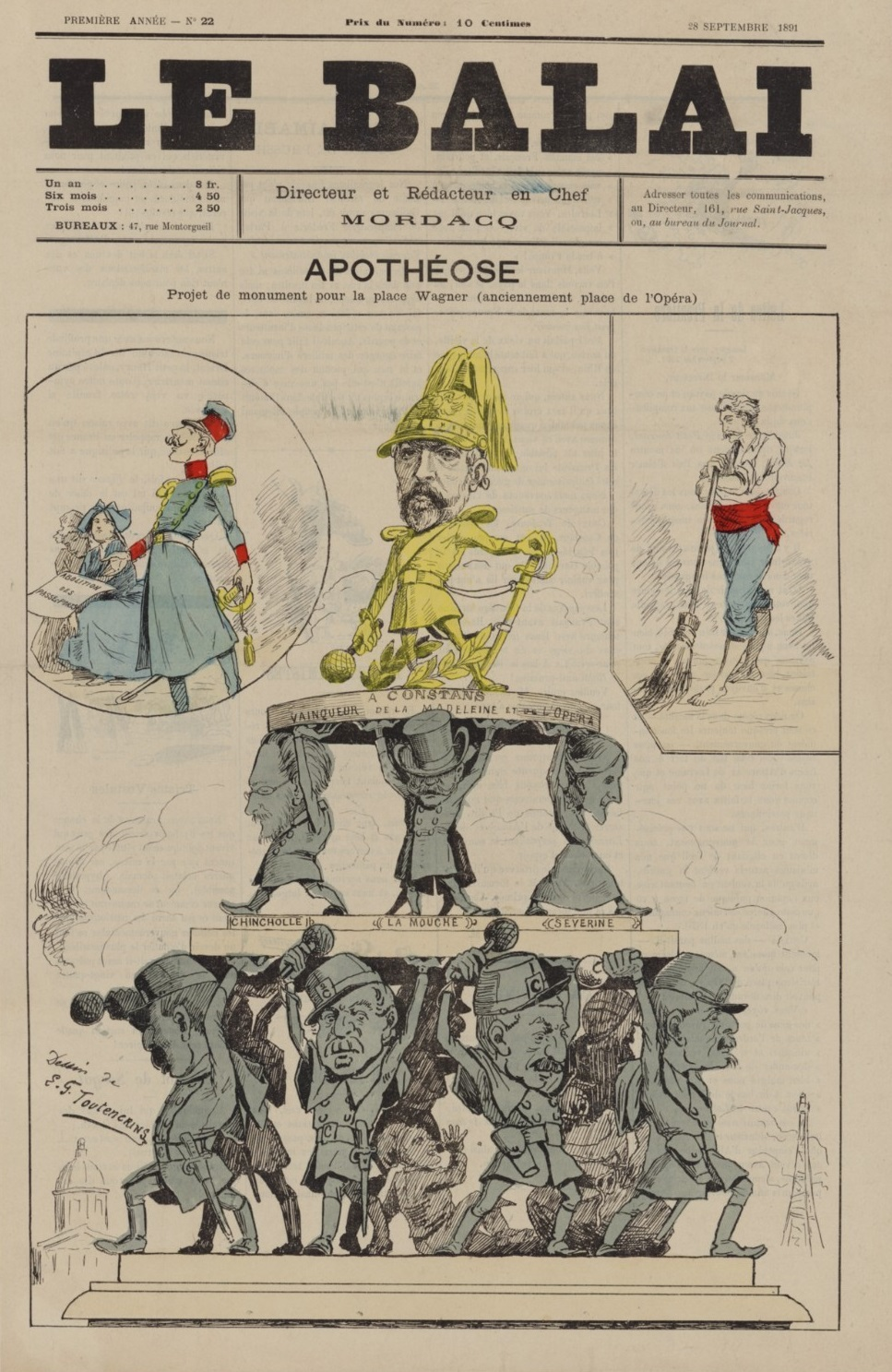
Le Balai du 28 septembre 1891, faisant référence à la représentation de Lohengrin à l'Opéra.

Au cours des mois et des années suivants, Mordacq tente de gagner sa vie en collaborant à divers journaux tels que La Fronde de Ménorval, La Patrie (1892) et Le Balai, journal satirique qu'il dirige à partir de 1891. Il continue également de militer au sein de divers groupes nationalistes mais finit par être exclu de la plupart d'entre eux : il est ainsi radié de la Ligue des patriotes en mars 1891, moins d'un an après son adhésion. Le 16 avril 1893, il connaît un nouvel échec électoral, cette fois-ci dans le quartier de la Sorbonne : arrivé quatrième au premier tour (541 voix), derrière le républicain René Lafon (746), le clérical Victor de Clercq (757) et le conseiller sortant radical-socialiste, Louis-François Deschamps (2 134), il se retire avant le second tour.
Par la suite, il fonde le groupe des Chansonniers patriotes (1905) et se plaît à porter la contradiction dans différentes réunions politiques. Le 25 janvier 1912, il assiste ainsi à une réunion de l'Action française au cours de laquelle il pose la question suivante : « L'expulsion des juifs, plaie de la France, doit-elle précéder le retour du Roi, ou est-ce le Roi, une fois restauré, qui nous délivrera de ces parasites ? » Bernard de Vesins lui répond : « Le Roi fixera le statut des Juifs. Ce que nous voulons, c'est moins expulser les Juifs du territoire, que les expulser de notre nationalité. On peut avoir besoin de Juifs pour de basses besognes ou pour des services matériels d'argent. Mais on ne peut les utiliser que sous le Roi, qui se charge en revanche de les protéger parfois contre d'excessifs débordements populaires ».
Ex-adjudant de réserve, dégagé de toute obligation militaire depuis 1906, Charles Mordacq est âgé de 53 ans au début de la Première Guerre mondiale. Engagé volontairement, il sert dans l'infanterie avant de devenir mitrailleur à bord d'avions. Blessé en novembre 1914, il est décoré de la médaille militaire le 10 juillet 1918 et de la croix de guerre 1914-1918. Il est démobilisé en 1919.
Le 7 avril 1923, il provoque un petit incident à un kiosque de presse du boulevard des Italiens, dont il déchire et jette au ruisseau les journaux allemands, notamment le Berliner Tageblatt, en s'écriant qu'il est honteux « d'étaler ainsi des journaux boches ». Amené au commissariat de police, il est relâché après avoir dédommagé le marchand.
Nommé chevalier de la Légion d'honneur en 1932, Charles Mordacq meurt au Château-d'Olonne le 26 février 1934.